# Enobosarm
Enobosarm é um fármaco que pertence a classe dos moduladores seletivos do receptor de androgênio. A droga, ainda em investigação é proposta para ser utilizada para aumento da massa muscular em pacientes com câncer e outras doenças como osteoporose.

A substância ficou famosa quando o jogador de futebol, Rodrigo Moledo testou positivo para a substância no Exame Anti-Doping, em partida válida pela Copa Libertadores da América no dia 25 de maio de 2023, contra o Millonarios da Colômbia.